# ملینه مانوشیان
ملینه مانوشیان (ارمنی: Մելինէ Մանուշեան؛ ۱۹۱۳ – درگذشته ۶ دسامبر ۱۹۸۹) منشی، نویسنده و آموزگار ارمنی‌تبار اهل فرانسه بود. وی عضو نهضت مقاومت فرانسه بود. مانوشیان از نجات‌یافتگان نسل‌کشی ارمنی‌ها بود.

## زندگی‌نامه
وی با نام اصلی ملینه آساتوریان فرانسوی: Mélinée Assadourian‎ در ۱۹۱۳ در قسطنطنیه به دنیا آمد.
در جریان نسل‌کشی ارمنی‌ها، او والدین خود را از دست داد و به همراه خواهر بزرگترش به یتیم خانه در ازمیر منتقل شد. سپس به کورینس یونان نقل مکان کرد.
پس از سال ۱۹۲۶ در مارسی فرانسه زندگی کرد و در آنجا زبان فرانسه را آموخت و حسابداری خواند. او در سال ۱۹۳۴ با همسر آینده خود میساک مانوشیان آشنا شد. در سال ۱۹۳۵ دبیر کمیته امداد ارمنستان شد. او در تماس نزدیک با خانواده شارل آزناوور بود. به گفته آیدا آزناوور، مانوشیان «در سال‌های طولانی - و چه سال‌هایی! - نقش برجسته‌ای در زندگی خانواده ما داشتند». در طول مقاومت فرانسه، او یک همراه قهرمان برای همسرش شد. او «در صحنه حمله چریکی به صورت ناشناس حضور داشت تا حرکات هر یک از افراد گروه را با دقت مشاهده کند و نتایج عملیات و واکنش مردم را یادداشت کند». از اوایل دهه ۱۹۴۰ او مرتباً ادبیات ممنوعه ضد فاشیستی را تولید، کپی و توزیع می‌کرد. هنگامی که میساک برای اولین بار دستگیر شد، از میکا آزناووریان خواست تا او را با دوچرخه خود به اردوگاه کومپین ببرد. او موفق شد مقداری غذا به میساک (زندانی شماره ۳۵۱) بدهد و حتی برای لحظه ای به ملاقات او رفت.
پس از آخرین دستگیری میساک، او غیابی به اعدام محکوم شد، اما توسط آزناووریان مخفی و نجات یافت. پس از جنگ جهانی دوم در ایروان زندگی و کار کرد، سپس در دهه ۱۹۶۰ به پاریس بازگشت. در سال ۱۹۵۴ او خاطرات خود را در مورد میساک نوشت.
ملینه در ۶ دسامبر ۱۹۸۹ در سن ۷۶ سالگی در پاریس درگذشت.

## ادای احترام

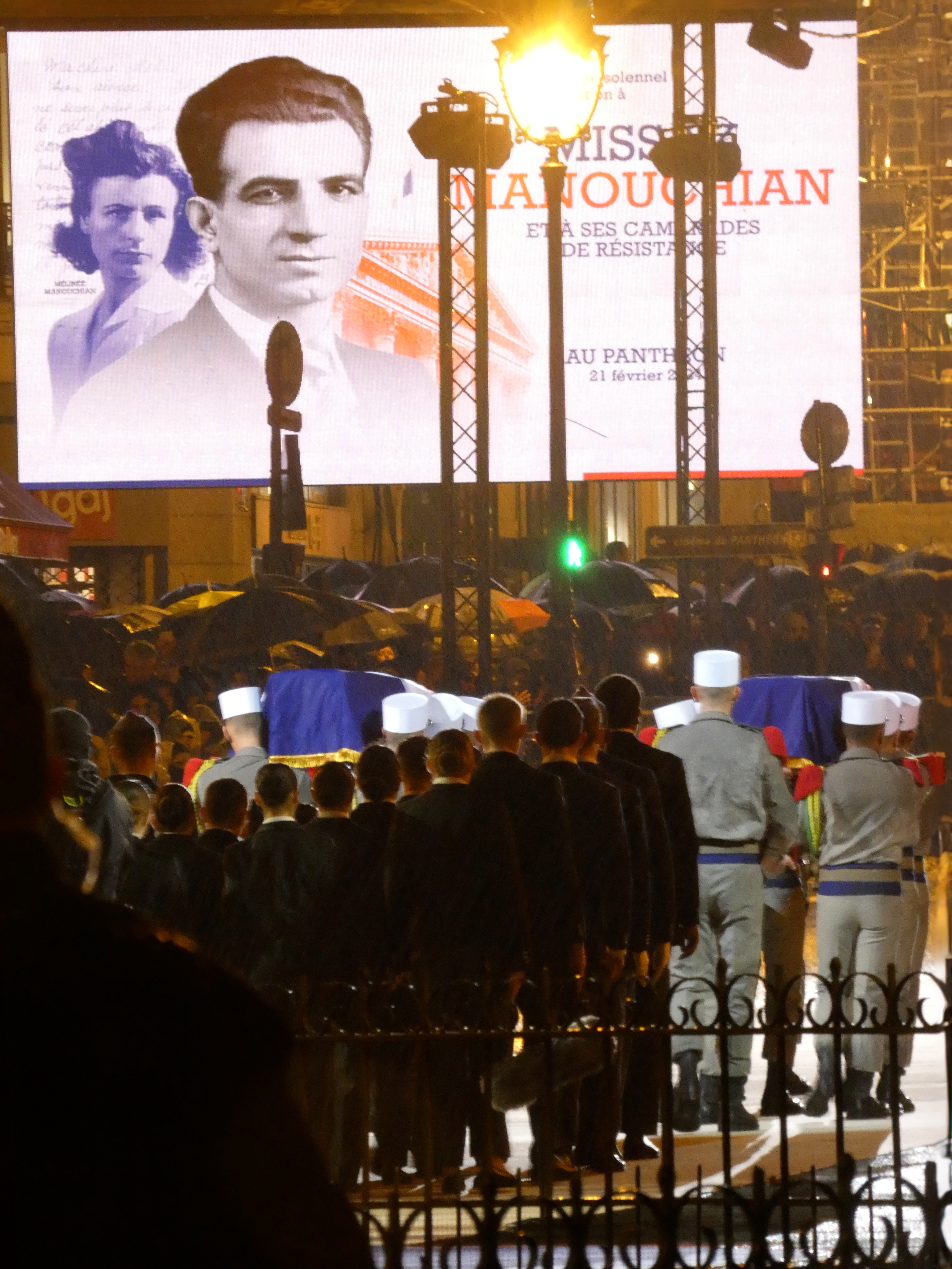
مراسم انتقال میساک و ملینه مانوشیان به پانتئون، ۲۱ فوریه ۲۰۲۴

ملینه مانوشیان و همسرش میساک در ۲۱ فوریه ۲۰۲۴ برای بزرگداشت هشتادمین سالگرد اعدام میساک در پانتئون به خاک سپرده شدند. میساک اولین مبارز خارجی مقاومت فرانسه و اولین کمونیست بود که وارد پانتئون شد.